# Calathotarsus simoni
Espèce
Calathotarsus simoni est une espèce d'araignées mygalomorphes de la famille des Migidae.

## Distribution
Cette espèce est endémique d'Argentine.

## Publication originale
- Schiapelli & Gerschman, 1975 : Calathotarsus simoni sp. nov. (Araneae, Migidae). Physis Buenos Aires (sec. C), vol. 34, no 88, p. 17-21.